# 館林重雄
館林 重雄（たてばやし しげお）は、日本の模型飛行機設計者。ムサシノ模型飛行機研究所の創設者。

## 設計機
シングルラダーオンリー機クラス、リトルサンダー号、ヤングサンダー号、ゼントルサンダー号を設計製作、飛行した。これらの機体により連続して全国優勝した。これにより模型飛行機設計者としての地位を得た。後に、軽量ラジコン機として、スカイカンガルー（II）号、プレーリー号、スカイエコー号（グライダー）などの入門機、スポーツ機を開発、キットを販売した。早くからグローエンジンの騒音には警告を発し、サブマフラーの使用を推奨している。このため、グローエンジン09〜15クラスのキットを主に発売した。

## 略歴
- 1922年、中華民国山東省青島に生まれる。
- 少年時代を関西で過ごす。
- 太平洋戦争時は旧日本陸軍に従軍。インパール作戦での悲惨な経験からか、後に模型飛行機の設計者となってからも軍用機は手がけようとしなかった。
- 1950年 福岡県北九州市小倉に在住し、模型飛行機大会に参加、C級で優勝する。
- 1959年 福岡県北九州市曾根の空港で、船舶用ラジオコントロール装置を使用した模型飛行機の飛行に成功。
- 1959年 埼玉県浦和市に移住。
- 1964,65,66年と、全日本RC競技会で前人未到の3回連続優勝。
- 1967年 東京都三鷹市にムサシノ模型飛行機研究所を創設。以降、ラジオコントロール模型飛行機、ラジオコントロールグライダー、ラジオコントロールボート、フリーフライト模型飛行機、紙製の模型飛行機など多数を設計。ラジコン技術誌ほか模型関係雑誌に原稿を多数執筆。
- 1969年 書籍「シングルラジコン機の操縦と調整方法」を執筆。
- 1981年 書籍「直線上昇型高性能グライダー第一集」（講談社）を執筆。
- 1986年 書籍「軽ラジコン機入門」を執筆。
- 1996年 ムサシノ模型飛行機研究所所長を退く。
- 1996年 ムサシノ模型飛行機研究所の製品を取り扱う通販店『ムサシノBショップ』を開店
- 1998年 ムサシノBショップ閉店。
- 2008年4月現在 健在で、今でもラジオコントロール飛行機を飛ばしているという。